# Riese Balderich
Der Riese Balderich ist eine Märchenfigur in der Erzählung Die Neun Berge bei Rambin des 1769 auf Rügen geborenen Schriftstellers Ernst Moritz Arndt. Die Erzählung erschien im Jahr 1818 in dem Band Mährchen und Jugenderinnerungen. Erster Theil.

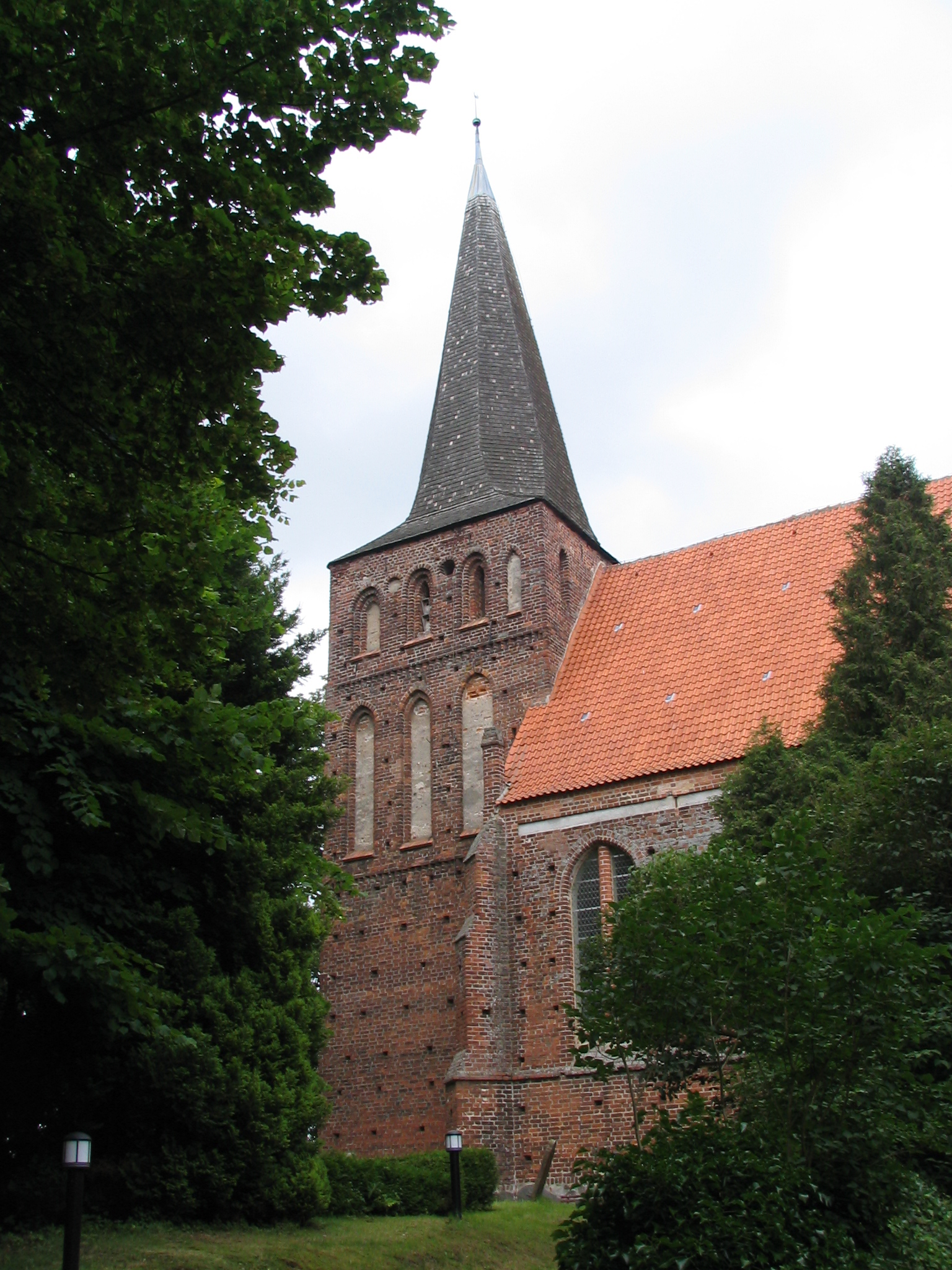
Kirche von Vilmnitz

Balderich lebte auf Rügen und ärgerte sich darüber, dass er immer durch das Meer waten musste, wenn er nach Pommern aufs Festland wollte. Er füllte seine Schürze mit Erde, um damit einen Damm zum Festland zu machen (sozusagen die erste Strelasundquerung).  Zwischen Rothenkirchen und Götemitz riss ihm ein Loch in seine Schürze, und aus der Erde, die er verlor, wurden die Neun Berge bei Rambin. Er stopfte das Loch zu und ging weiter, aber bei Gustow riss wieder ein Loch in die Schürze, und es fielen dreizehn kleine Berge heraus. Mit der übrig gebliebenen Erde ging er ans Meer und schüttete sie hinein. Dadurch entstand die in den Strelasund ragende Halbinsel Drigge, aber es reichte nicht ganz bis zum Festland. Balderich ärgerte sich darüber so sehr, dass er einen Hirnschlag erlitt und starb.
Balderich soll auch den Riesenstein bei Nadelitz an seine heutige Stelle geworfen haben. Er wollte den Stein vom Putbuser Tannenberg auf die Kirche von Vilmnitz werfen, um sie zu zerstören, aber der Stein rutschte ihm aus und flog zu weit.